# Morcella
Morcella è una frazione del comune di Marsciano (PG).
La frazione si trova sulle colline circostanti la valle solcata dal fiume Nestore, lungo la strada che porta da Migliano alla strada statale marscianese. Conta 314 abitanti.

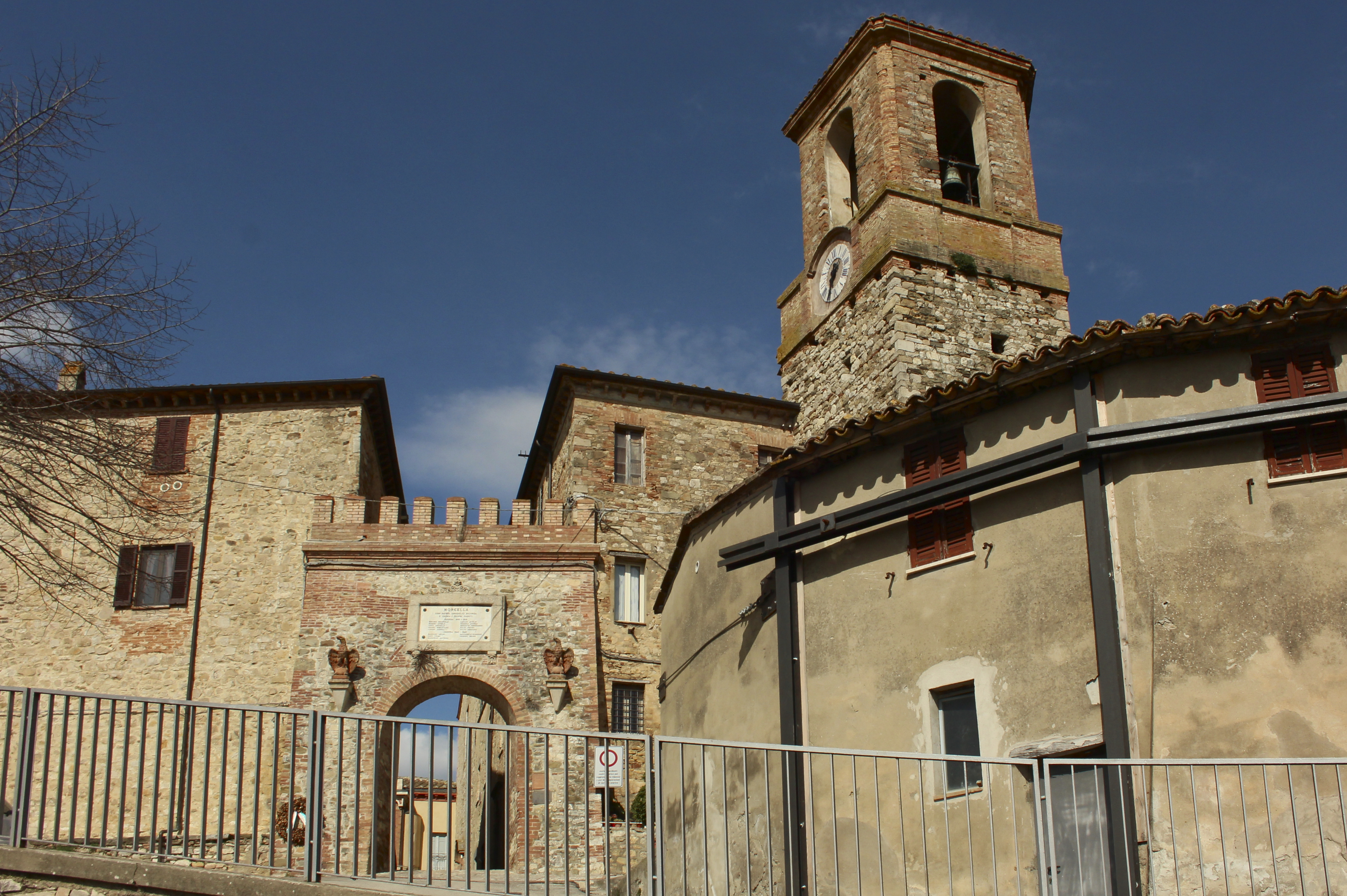
Porta e campanile di Morcella

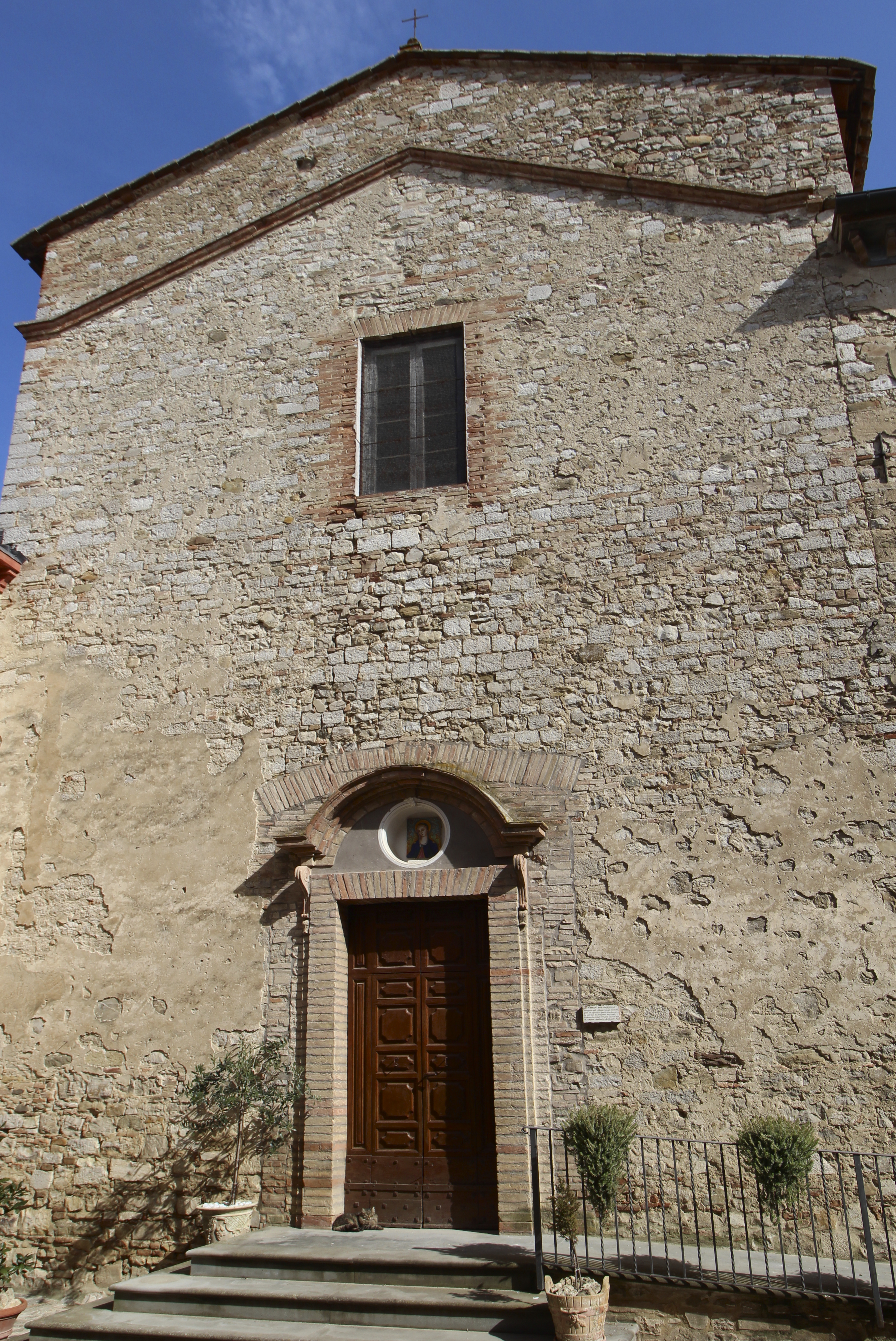
La chiesa di San Silvestro

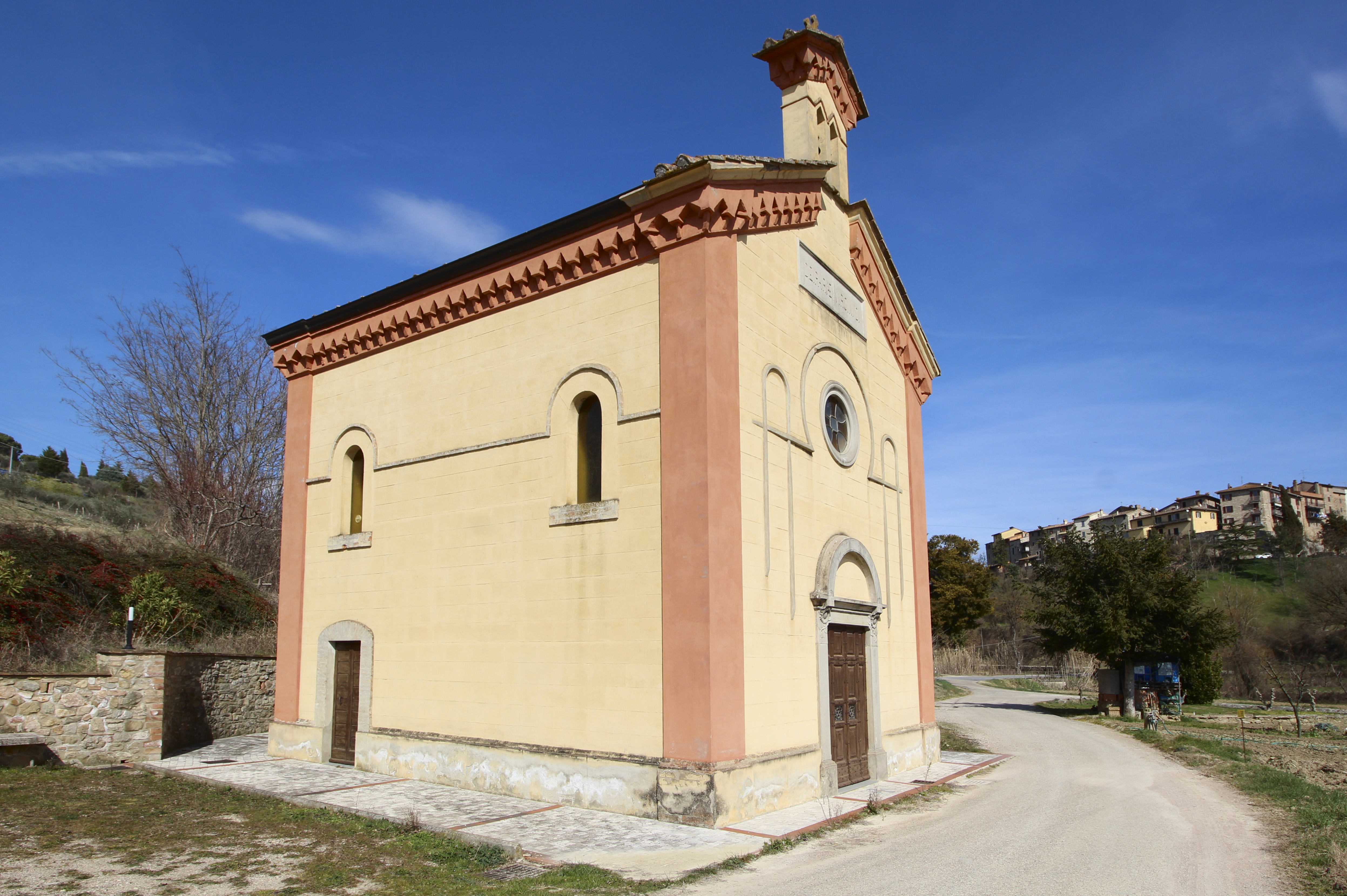
La chiesa della Madonna del Ponte

## Geografia fisica

### Territorio
Il borgo di Morcella sorge su un rilievo dominante la Valnestore. La zona periferica del paese a nord-est prosegue fino allo svincolo per Perugia (nord) e Marsciano (sud) dove confina con Cerqueto. A nord-ovest invece confina con Poggio Aquilone, Migliano e Compignano. A sud, in pianura, il territorio facente parte di Morcella arriva fino alla confluenza tra Fersinone e Nestore, dove confina con il capoluogo Marsciano e con Civitella dei Conti (San Venanzo) in provincia di Terni.

### Clima
Il clima di Morcella è temperato, con inverni non troppo freddi, la cui temperatura media è 3,9°; e con estati umide e abbastanza calde a causa dell'umidità derivante dal fiume Nestore, la temperatura media del periodo è 28,1°. Le precipitazioni sono scarse in estate e massicce in autunno (850/900 mm).

### Idrografia
Nelle vicinanze del borgo scorrono diversi affluenti del Nestore. Oltre al torrente Fersinone sono presenti i seguenti tributari:
- Fosso di Sant'Andrea, che ha inizio tra Cerqueto e il quartiere Schiavo. Sfocia nel Nestore in Vocabolo Montefreddo.
- Fosso del Patollo, che nasce al confine tra il territorio di Morcella e quello di Compignano. Scorre per 2 km circa e sfocia nel Nestore ai piedi del borgo.
- Fosso di San Fortunato che nasce ai piedi del cantinone di San Fortunato in Sigillo e scorre fino a Poggio Aquilone, dove sfocia nel Fersinone.
- Fosso delle Lame, nasce a quota 229 s. l. m. e sfocia ai piedi dell'abitato di Morcella.

## Storia
La storia del paese di Morcella è remota e citata già nel 900 a.C. Secondo alcune ipotesi, il nome deriverebbe da quello della dea Murcia. Sono state rinvenute nel periodo del Risorgimento anche delle tombe appartenute a generazioni molto remote. Nel 1027 la chiesa del paese viene citata in un documento di Corrado il Salico, che la conferma possesso del monastero di San Pietro di Perugia.
Il castello di Morcella venne donato nel 1328 da Ludovico il Bavaro ai conti di Marsciano, per ringraziarli dell'aiuto offerto durante il conflitto con Arrigo VII.
Nel 1310 venne respinto un assalto portato dal perugino Libriotto di Portasole; risulta comunque che il castello ricadesse sotto la giurisdizione del contado perugino di Porta San Pietro, che lo dispensò a più riprese dal pagamento delle tasse, per poterne finanziare la riparazione.
Altri assedi avvennero nel 1534, ad opera di Baldassarre della Staffa, e nel 1643, con i fiorentini di Mattia de Medici accampati a San Biagio della Valle: da questo, in particolare, gli abitanti dovettero liberarsi dietro il pagamento di un riscatto. La storia recente ci parla della caduta dello sbarramento edificato nel 1917 per modificare il corso del fiume Nestore. L'esondazione del 12 novembre 2012 ha distrutto il muro, ricostruito regolarmente nel 2015.

## Popolazione
Abitanti censiti

## Economia e manifestazioni
Ogni anno vi si tiene, dal 1985, durante la settimana che precede Ferragosto, la sagra denominata Mezz'agosto a Morcella.

## Monumenti e luoghi d'interesse
- Castello, costruito in laterizi, di cui sono ancora visibili le mura e le strutture, inglobate nelle più recenti costruzioni del centro storico del paese.
- "Teatrino", in piazza San Silvestro.
- Chiesa parrocchiale di San Silvestro (XI secolo), nel centro storico: contiene un quadro del 1780 di Cristoforo Gasperi (Magione 1716 - Perugia 1804), un organo del XVIII secolo, e un confessionale intagliato del 1790.
- Mulino della Morcella (XV secolo), di pianta rettangolare, che si trova sulla pianura ai piedi del paese, lungo il corso del Nestore ed è dotato di una torre. Tra i mulini presenti nel territorio marscianese è quello meglio conservato.
- Chiesa della Madonna del Ponte (1914), costruita sui resti di un precedente edificio seicentesco, in prossimità dell'attraversamento del Nestore; detta anche Chiesa della Madonna Massolare.
- Chiesa di Santa Croce (XII secolo), lungo la strada per Migliano;
- Chiusa sul Nestore (1917), alla sinistra del borgo, percorrendo una strada comunale, che la piena del 2012 ha distrutto, ricostruita nel 2015.
- Villa di San Fortunato in Sigillo (1706), con un "cantinone" storico e la vecchia fornace ottocentesca.
- Ponte della Morcella (1946), edificato per permettere la traversata del fiume Nestore, appena finito il 2° conflitto mondiale. Nel 2011, siccome il ponte è a senso unico, è stato installato un semaforo, a causa dei numerosi incidenti registrati gli ultimi anni. Il semaforo in questione è ad oggi l'unico presente nel comune di Marsciano. Nella notte tra il 30 e 31 dicembre 2020 il semaforo è stato distrutto da un ordigno artificiale[3].

## Sport
- Campo di calcetto.
- Campo da calcio a 9.
Ogni anno viene organizzata la corsa ciclistica "Mediofondo Valle del Fersinone".

### Associazioni sportive
- A.R.CU.S. Morcella, Associazione Ricreativa CUlturale Sportiva (calcio)